# El sexo de las estrellas
 El sexo de las estrellas (título original,  Le Sexe des étoiles) es una película de 1993 dirigida por Paule Baillargeon y escrita por Monique Proulx. 

## Sinopsis
Camille, una muchacha de 13 años se vuelve a encontrar con su padre quien ahora es una mujer. 

## Elenco
- Marianne Coquelicot Mercier es Camille.
- Denis Mercier es Marie-Pierre.
- Tobie Pelletier es Lucky.
- Sylvie Drapeau es Michele.
- Luc Picard es J. Boulet
- Gilles Renaud es Jacob.
- Jean-René Ouellet es Le dragueur.